# Les Schtroumpfs et la Tempête blanche
Les Schtroumpfs et la Tempête blanche est le trente-neuvième album, et la cent-troisième histoire, de la série de bande dessinée Les Schtroumpfs originellement créée par Peyo. Publié en 2021 aux éditions Le Lombard, l'album est scénarisé par Alain Jost et Thierry Culliford et illustré par Alain Maury.

## Résumé
C'est l'hiver et la neige recouvre le pays des Schtroumpfs. 
Trois d'entre eux, le Schtroumpf à lunettes, le Schtroumpf farceur et le Schtroumpf bricoleur s'éloignent du village pour essayer la luge améliorée qu'a créée ce dernier. Ils sont surpris par une tempête de neige et doivent chercher un abri dans la hutte d'un vieux sourcier grincheux. Celui-ci, au départ méfiant, finit par les adopter, après qu'ils l'aient guéri de sa toux. Au village, la neige a rendu la circulation impossible, aussi les Schtroumpfs s'organisent-ils et déneigent du mieux qu'ils peuvent. Cependant, une nouvelle tempête de neige approche ; aussi, le Grand Schtroumpf ordonne-t-il à tous les Schtroumpfs de se réfugier dans la grande tour de pierre qui se situe au bord du village. C'est là que, le gros de la bourrasque passé, les rejoignent le sourcier et les trois Schtroumpfs restants. 
Le sourcier aide à déneiger le village ; en guise de remerciement, le Grand Schtroumpf lui offre une baguette de sourcier améliorée. Grâce à elle, il parvient à trouver une source près de son village d'origine, ce qui lui permet d'être de nouveau accepté par les villageois.

## Réception
L'album a obtenu une note moyenne de 4,7 sur 5 sur le site du vendeur en ligne Amazon, basée sur les avis de 40 lecteurs. 